# Fredrik Silfverstolpe
Fredrik Silfverstolpe, född 19 september 1732 i Stockholm, död 22 augusti 1812 i Stockholm, var en svensk ämbetsman och numismatiker.

## Biografi
Fredrik Silfverstolpe var son till kammarrevisionsrådet Gudmund Silfverstolpe. Han blev extraordinarie tjänsteman i riksbanken 1750 och var 1761–1800 kommissarie där. Hans namn är främst knutet till hans 1783 påbörjade forskningar i bankens historia, vilka resulterade i det stora otryckta verket Berättelse om banco-wärket i Sverige (5 delar, behandlande tiden till och med 1800, färdiga 1802, i Riksbankens arkiv) samt materialsamlingen Handlingar angående banco-wärket (34 volymer jämte en volym angående Palmstruchska banken, allt bestående av tryckta handlingar och avskrifter i Riksbankens arkiv). Silfverstolpes stora bankohistoria utgörs av ett årsvis ordnat krönikeverk och är genom sin rikedom på faktiska uppgifter viktigt hjälpmedel vid forskningar i riksbankens historia. Silfverstolpe var även intresserad av numismatik. Han hade själv en mynt- och medaljsamling och biträdde på 1790-talet vid ordnandet av bankens myntkabinett. Hans numismatiska studier utmynnade i Tillägg till C. R. Berchs beskrifning öfwer svenska mynt och kong. skådepenningar (1812), där Carl Reinhold Berchs 1777 utkomna verk fullständigades för äldre tider och fördes fram till tryckåret. Silfverstolpes arbete är rent katalogmässigt, någon bearbetning av materialet lämnade han inte. Silfverstolpe skrev även en självbiografi, av vilken några utdrag trycktes i den av Carl Silfverstolpe utgivna Några anteckningar om slägten Silfverstolpe (1884).